# مرقد إبراهيم
مرقد إبراهيم (بالفارسية: امامزاده ابراهیم) هو مرقد شيعي تاريخي يعود إلى القاجاريون، ويقع في كاشان.

## معرض صور

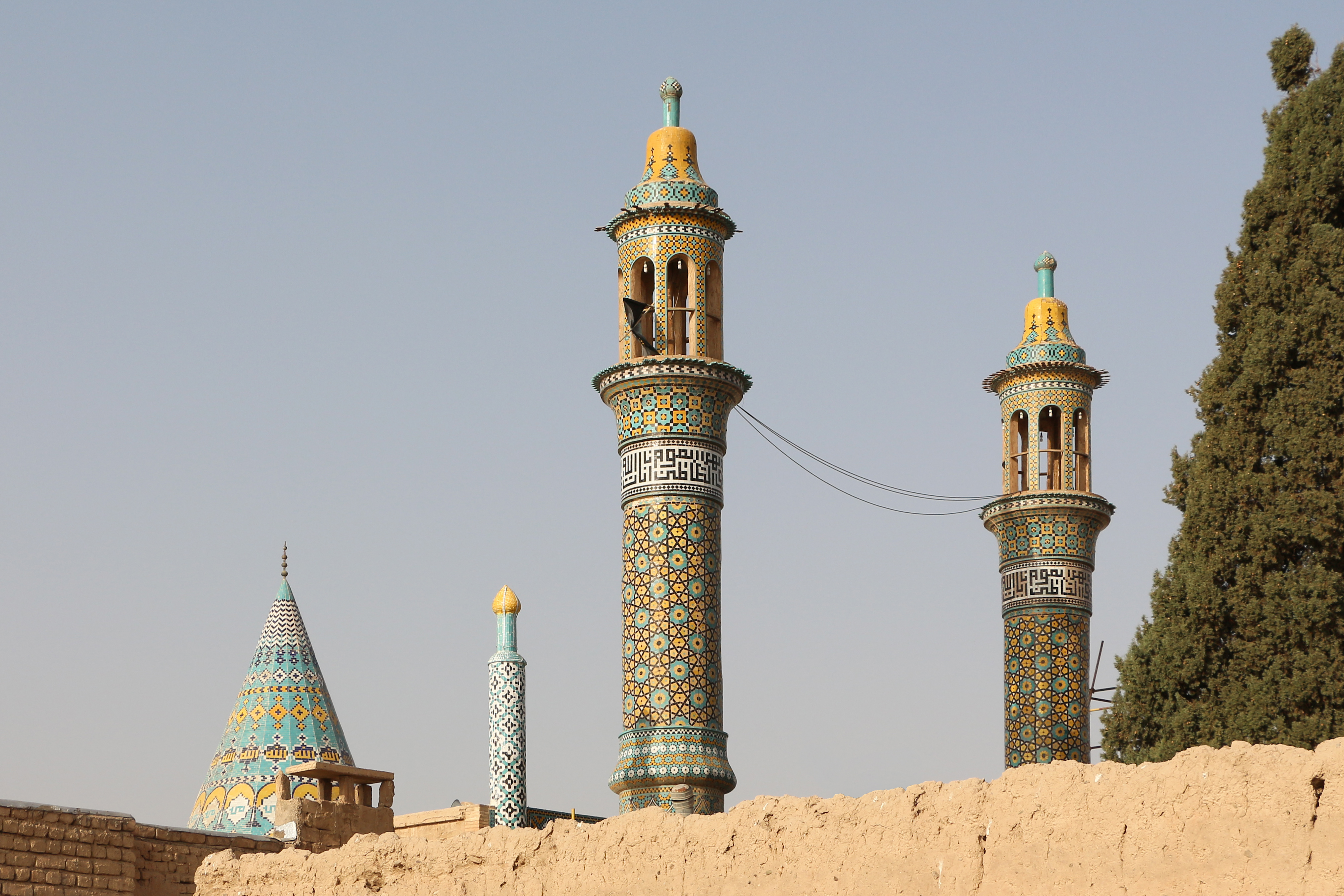
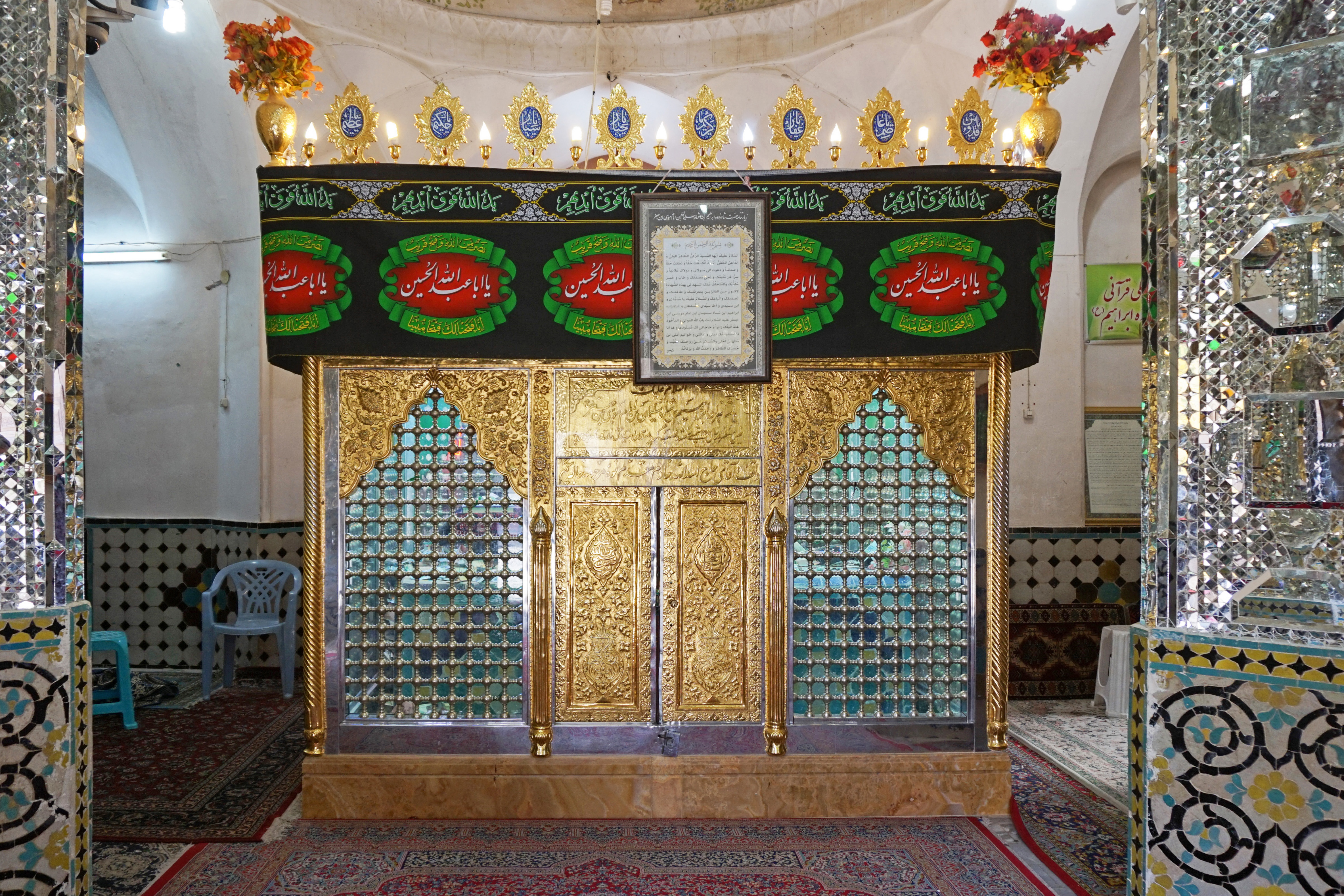
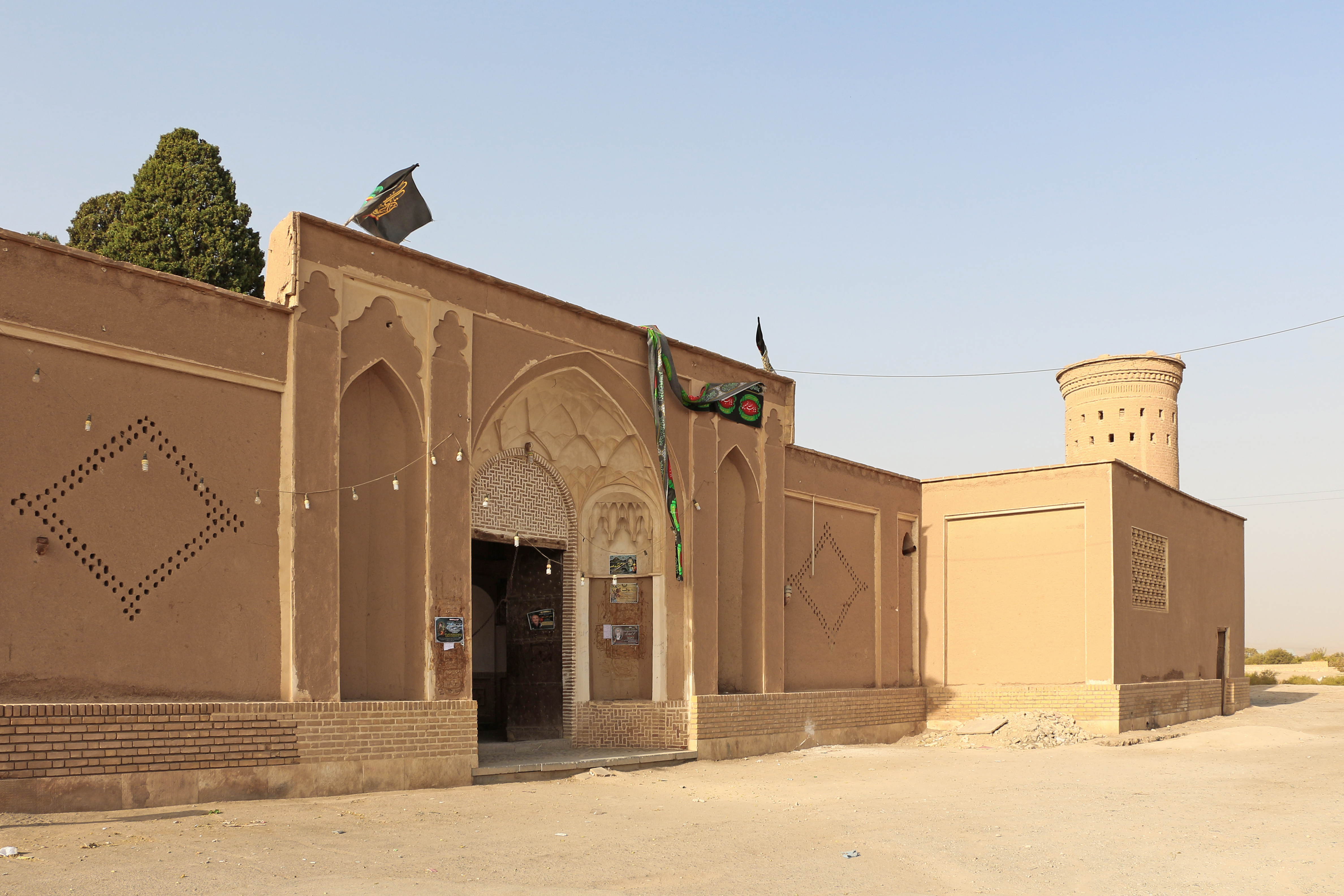
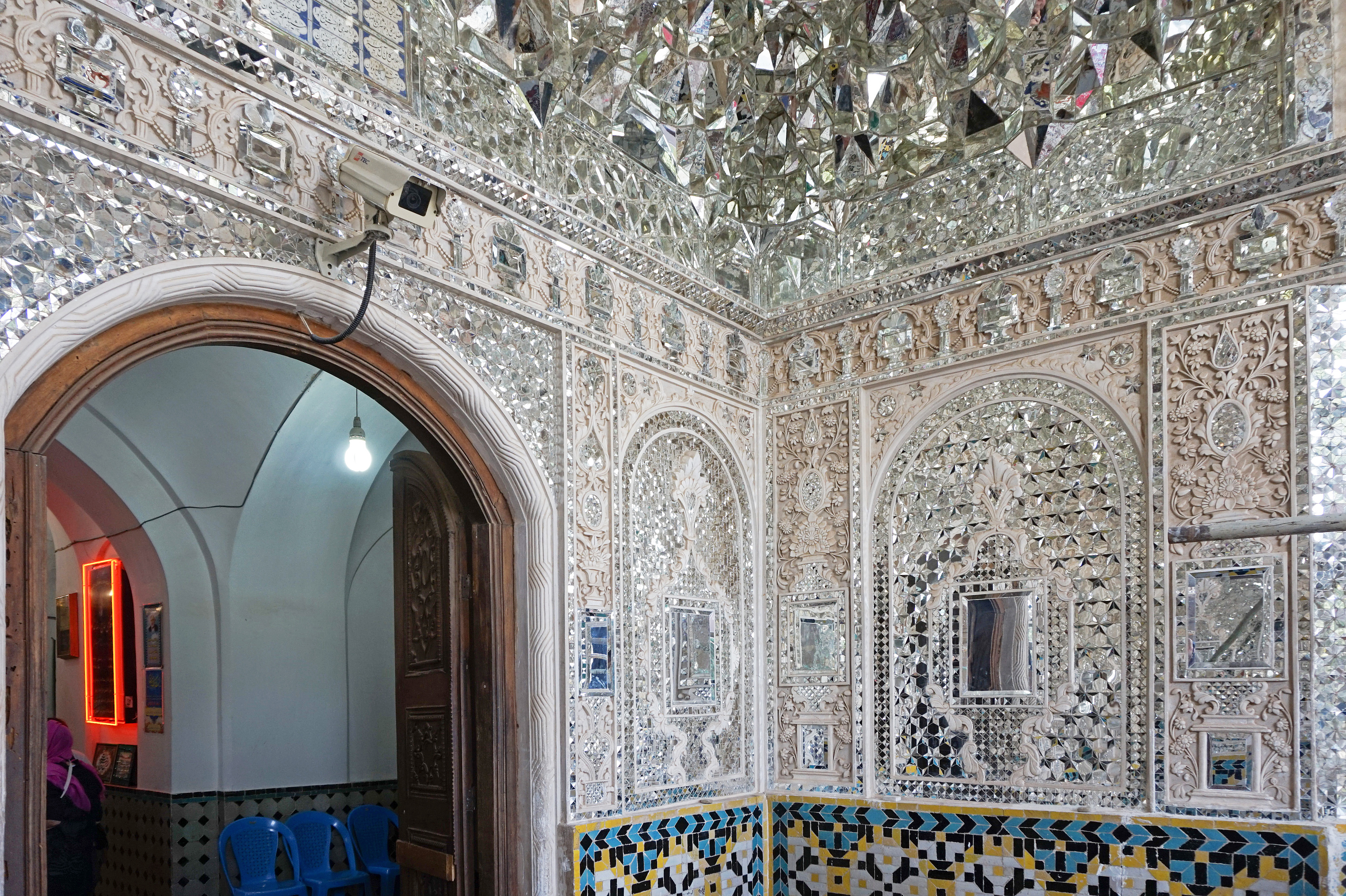